# KZ Kortrijk
El Kortrijkse Zwemkring (KZK) es un club de natación belga y antiguo club de waterpolo con sede en la ciudad de Cortrique (en holandés: Kortrijk).

## Historia
El club cuenta con secciones para los deportes de competición natación y natación sincronizada. En las décadas 1990 y 2000 ha sido el equipo belga de waterpolo más laureado a nivel nacional. En agosto de 2012 el equipo de waterpolo se separó y continuó como Kortrijkse Waterpolo Kring. 
Juegan en la piscina Magdalena Bad.

## Palmarés
- 10 veces campeón del liga de Bélgica de waterpolo masculino (1992, 1994, 1996, 2001, 2004, 2006, 2007-09)
- 11 veces campeón del copa de Bélgica de waterpolo masculino (1994,1996,1998,1999, 2001, 2005-2010)